# Вахтмейстер, Карл
Граф Карл Вахтмейстер  (швед. Carl Wachtmeister; 21 апреля 1823, Стокгольм — 14 октября 1871, там же) — шведский политический и государственный деятель, дипломат. Министр иностранных дел Швеции (4 июня 1868 — 14 октября 1871).

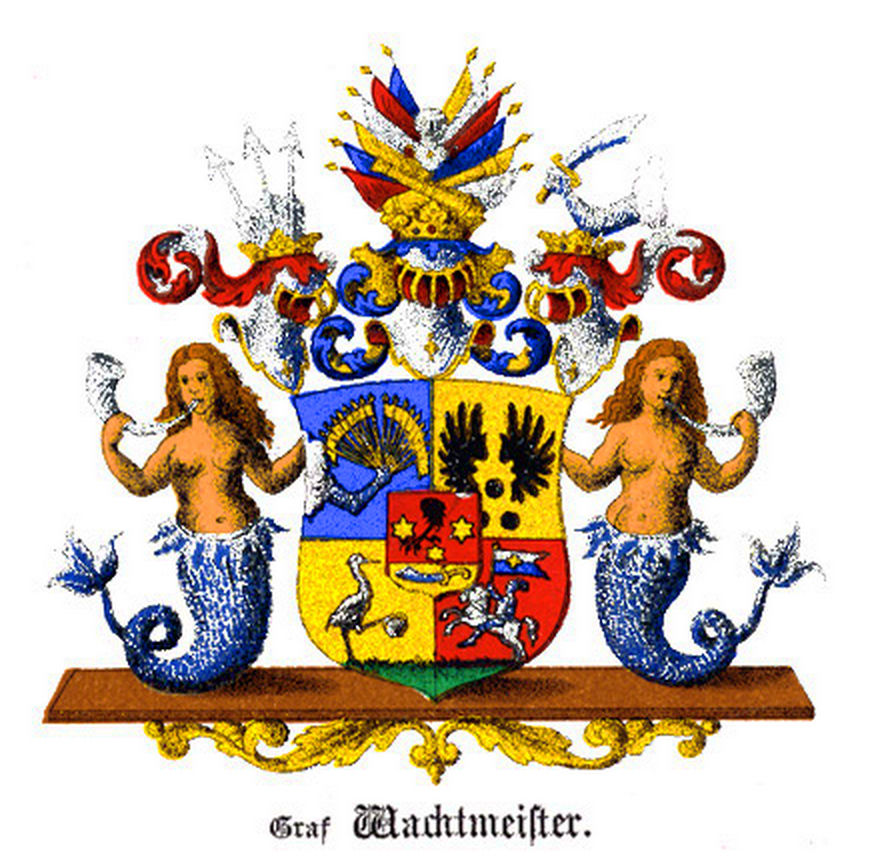
Герб Вахтмейстера

## Биография
Представитель древнего лифляндского родаВахтмейстер.
Родился старшим сыном генерал-адъютанта графа Карла Йохана Вахтмайстера и Франциски Луизы фон Рехаузен. Обучался в Уппсальском университете. С 1843 году работал атташе в посольстве в Брюсселе. В 1847 году был назначен вторым секретарём кабинета иностранной переписки (нынешнее Министерство иностранных дел). Затем несколько лет провёл за границей, работая шведским дипломатом. С 1850 г. – в должности поверенного в делах и генерального консула в Италии. Затем, с 1858 года – посланника в Дании ,  посланника в Константинополе с 1861 года, посланника в Великобритании с октября 1861 года и, наконец, посланника в Данию в 1865 году.
4 июня 1868 года был назначен министром иностранных дел Швеции,  в качестве преемника Людвига Мандерстрёма и стал лордом королевства в том же году, когда этот титул был отменен.
Умер неожиданно 14 октября 1871 года, и его сменил на посту министра иностранных дел Бальцар фон Платен.